# Benjamin Bell
Benjamin James Bell (24 de fevereiro de 1990) é um voleibolista profissional australiano, jogador posição levantador, representante Austrália.

## Títulos
Clubes
Campeonato Sueco:
- 2010

NEVZA:
- 2016

Copa da Dinamarca:
- 2016

Campeonato da Dinamarca:
- 2016